# Chiloglanis fasciatus
Chiloglanis fasciatus és una espècie de peix de la família dels mochòkids i de l'ordre dels siluriformes.
Els mascles poden assolir els 6,4 cm de llargària total.
Es troba a Àfrica: Angola i Botswana.